# 1877 Marsden
1877 Marsden este un asteroid din centura principală, descoperit pe 24 martie 1971 de Cornelis van Houten.